# ماروس
ماروس كانت قرية فلسطينية تبعد 7 كيلومتر شمال شرق مدينة صفد. تم احتلالها وتهجير سكانها خلال الحرب الإسرائيلية الفلسطينية عام 1948.
تقع ماروس في جبال الجليل الأعلى قرب قمة جبلية ترتفع 450 م عن سطح البحر، يحيطها من الجهات الأربع : من شرقها يقع جبل المخبة (ارتفاعه 443) على بعد قرابة كيلومتر واحد، ومن شمالها يمر وادي قديرة على بعد 250م، ومن جنوبها الغربي يمر وادي الشببيك على بعد نصف كيلومتر، أما من جنوب القرية فتقع عين البيضا على بعد 750م.
الامتداد العام للقرية من الشمال إلى الجنوب، وكان فيها 12 مسكنا في عام 1931، وفي عام 1945 بلغت مساحة القرية 8 دونمات، وتم اعتبارها أنها ثالث أصغر قرية في قضاء صفد. كان في ماروس 45 نسمة من العرب في عام 1922، وارتفع العدد إلى 59 نسمة في عام 1931، و80 نسمة في عام 1945.
لم يكن في القرية أي نوع من الخدمات حيث اعتمد اقتصادها على الزراعة، وتربية الماشية، وأهم المزروعات الحبوب، وقد ضمت في موسم 1942/ 1943 نحو 53 دونماً مزروعة زيتوناُ، كما زرع التين وغيره من الأشجار المثمرة، وتركزت زراعة هذه الأشجار في شمال وشمال شرق وشرق القرية.
شُرّد سكان القرية ودُمرت واحتُلت على أيدي اليهود في عام 1948.

## وصلات خارجية
- ماروس ترحب بكم